# Sheikh Noor-ud-din Wali

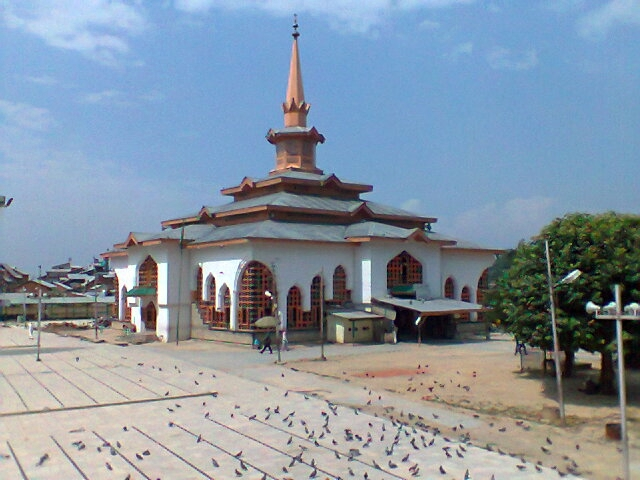
Schrein von Sheikh Noor-ud-din Wali

Nund Rishi oder Nund Reshi (Urdu نُندہ ریشی) (* 1377; † 1438), auch bekannt als Sheikh Noor ud-Din Wali, Sheikh Noor ud-Din Noorani (Urdu شیخ نُورالدین نُورانی) und als Sheikh ul-Alam (Urdu شیخُ العالم) unter Muslimen und als Sahajanand bei den Hindus – war ein kaschmirischer Mystiker, der als Schutzheiliger Kaschmirs angesehen wird. Er gilt als der Gründer des Rishi-Ordens der weitere Mystiker, wie Hamza Makhdoom, Resh Mir Sàeb und Shamas Faqir beeinflusste.

## Leben
Nund Rishi wurde im Dorf Qaimoh/Kaimoh (früher auch Katimusha) im Distrikt Kulgam, ca. 10 km von Anantnag und 60 km südöstlich von Srinagar im Jahr 649 des kaschmirischen Kalenders (1377 n. Chr.) entsprechend dem Jahr 779 des islamischen Kalenders geboren. Sein Vater war Sheikh Sala-ud-din und seine Mutter Sadra, wurde Sadra Moji oder Sadra Deddi genannt. In Kaschmir, bedeutet Moji Mutter und Deddi kennzeichnet ein höheres Alter.
Nur-ud-din wurde nacheinander zu verschiedenen Händlern in die Lehre gegeben. Er war entsetzt über die Welt und beschloss im Alter von 30 Jahren ihr zu entsagen und sich in eine Höhle zur Meditation zurückzuziehen. Es heißt, er lebte 12 Jahre in der Wildnis. Die Höhle, in der er lebte ist in Qaimuh zu sehen und ungefähr 3,5 m tief. Am Ende seines Lebens soll er von einer Tasse Milch am Tag gelebt haben. Schließlich trank er nur noch Wasser und starb im Alter von 63 Jahren im Jahr 1438 entsprechend dem Chronogramm Shams-ul-Arifin. Der Sultan Zain-ul-Abidin soll bei seiner Beerdigung anwesend gewesen sein.
Das Begräbnis wurde durch den religiös sehr angesehenen Makhdum Baba Usman Uchchap Ganai geleitet. Das Grabmal von Sheikh Nur-ud-din in Charari Sharief einer kleinen Stadt 35 km südwestlich von Srinagar wird auch heute noch von vielen Pilgern besucht.
Sheikh Nur-ud-din- soll Zai Ded aus Dadasara, Tral, Pulwama geheiratet und zwei Söhne und eine Tochter gehabt haben. Beim Tod ihrer Kinder soll Zai Ded ebenfalls der Welt entsagt haben und eine Eremitin geworden sein. Sie wurde in Qaimuh begraben.

## Werk
Nund Rishi benutzte seine Dichtung als Mittel um Wissen über das Absolute zu verbreiten. Seine Dichtung ist allgemein als Shrukhs bekannt.
Tawhid, Risala, Ma’ad, Lust sind Hauptthemen seiner Dichtung. Er kritisiert energisch falsche Gelehrte des Islams.
Eine seiner bekannten Dichtungen lautet auf Kashmiri: Ann poshi teli yeli wann poshi (Deutsch: „Die Nahrung wird so lange vorhanden sein wie der Wald“.) Lal Ded die shivaistische Dichterin Kaschmirs war seine Zeitgenossin und hat ihn sehr in seiner Entwicklung beeinflusst. In einem seiner Gedichte betet er zu Gott, dass er ihm das gleiche Maß an Spiritualität geben möge, das er Lal Ded gegeben hat.
Seine Sprüche sind in der in Kaschmir sehr verbreiteten Nur-nama gesammelt. Die Nur-nama erzählt auch sein Leben. Sie wurde von Baba Nasib-ud-din Ghazi auf Persisch ungefähr 200 Jahre nach dem Tod von Shaikh Nur-ud-din geschrieben.

## Ehrungen
- Der afghanische Gouverneur Ata Muhammad Khan ließ zwischen 1808 und 1810 Münzen mit dem Namen von Sheikh Nur-ud-din prägen.
- Die University of Kashmir hat ihn mit der Schaffung eines Shaikh-ul-Alam Lehrstuhls geehrt.
- Die Regierung von Jammu und Kashmir schlug im Jahr 2016 vor, den Flughafen von Srinagar in Sheikh-ul-Aalam International Airport umzubenennen, was die indische Zentralregierung jedoch ablehnte.[6]

## Schrein
Der Schrein von Sheikh-ul-Alam besteht außer dem Schrein selbst aus Khanqahs, als Unterkünften für die Pilger und ist eine Pilgerstätte für Menschen aus ganz Kaschmir. Der Schrein besitzt 600 Jahre alte handgeknüpfte Teppiche aus Persien und Kaschmir, Kronleuchter und Antiquitäten sowie antike Ausgaben des Koran.